# Phytotelmatrichis osopaddington
Phytotelmatrichis osopaddington  (лат.) — вид жуков-перокрылок из семейства перокрылки (Acrotrichinae, Ptiliidae).
Южная Америка: Перу.
Учёные из Международного института исследования видов Аризонского университета признали его открытие одним из 10 самых интересных видов живых организмов, описанных в 2016 году.

## Распространение
Южная Америка: Перу, Kosnipata Valley, Villa Carmen Biological Station (около Pilcopata, район Косньяпата, провинция Паукартамбо, регион Куско).

## Описание
Микроскопического размера жуки, обитающие в микроводоёмах листьев. Длина тела — 1,03—1,06 мм. Обнаружены на различных растениях порядка Zingiberales из родов Calathea (семейство Марантовые), Heliconia (Геликониевые), Alpinia и Renealmia (Имбирные).
Вид был впервые описан в 2015 году британским колеоптерологом Майклом Дарби (Michael Darby; Department of Life Sciences, Natural History Museum, Лондон, Великобритания) и американским энтомологом Каролайн Хабу (Caroline S. Chaboo; Division of Entomology, Biodiversity Institute, University of Kansas, Lawrence, Канзас, США) вместе с другим новым видом Phytotelmatrichis peruviensis, выделенными в новый род Phytotelmatrichis (подсемейство Acrotrichinae).
Видовое название P. osopaddington дано в честь героя классической детской книги английского писателя Майкла Бонда медвежонка Паддингтона, который впервые появился на Паддингтонском вокзале Лондона, прибыв туда из «Дремучего Перу».